# ULF

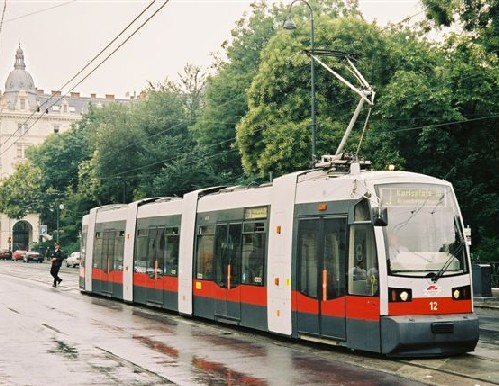
Трамвай ULF (тип A) в Вене

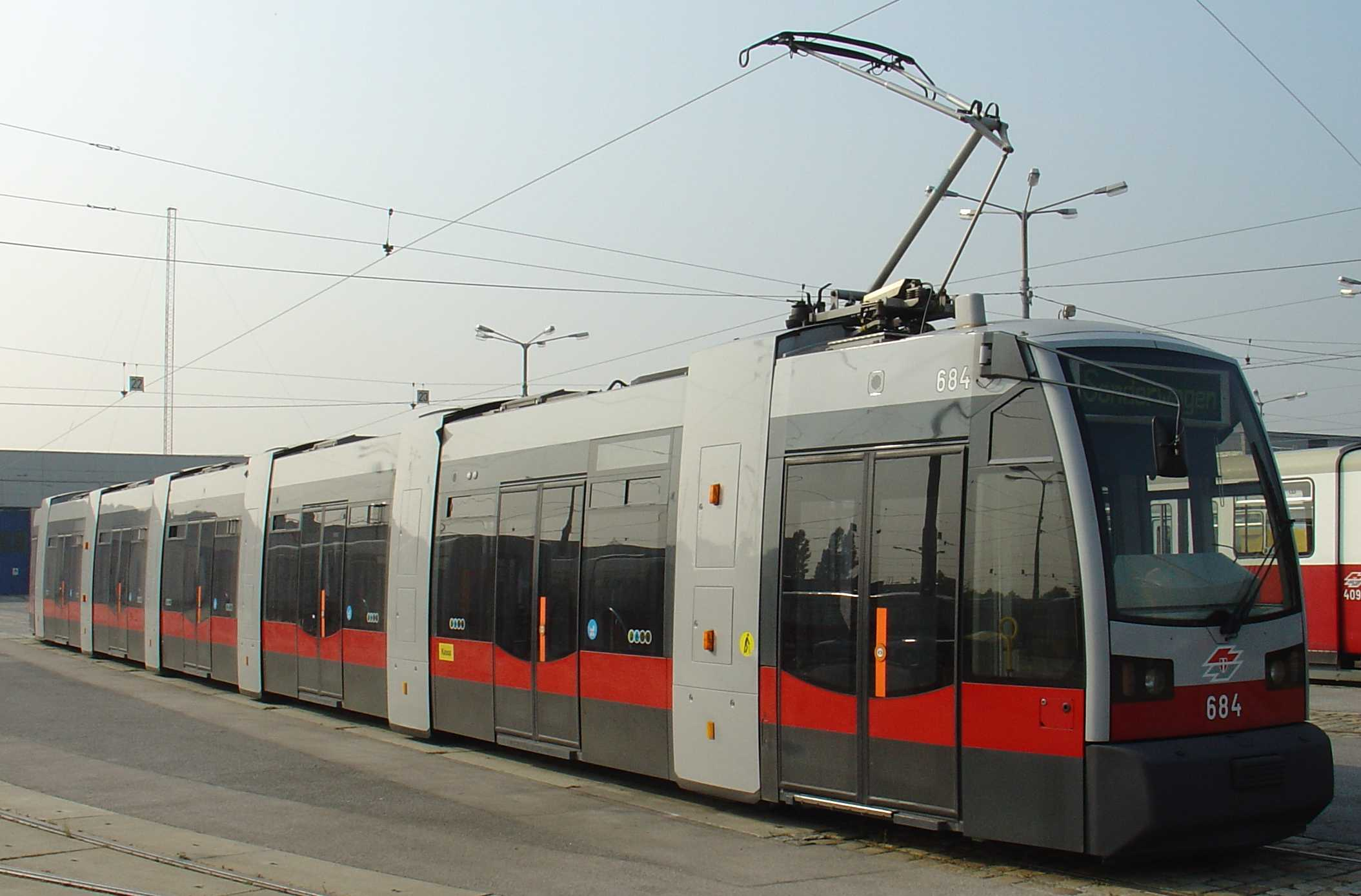
Трамвай ULF (тип B) в Вене

ULF (Ultra Low Floor) — сочленённый многосекционный низкопольный трамвай производства компании Siemens AG. Отдельные части и элементы (преобразователь ETRIS S1000 и микропроцессорная система управления преобразователями ELTAS) поставляются компанией Elin EBG Traction GmbH, c 2006 года являющейся дочерней компанией Siemens AG.
На январь 2006 является самым низкопольным трамваем в мире (197 мм). Такая высота пола делает вход в вагон для пассажиров, особенно в инвалидных колясках, простым, так как он находится практически на уровне тротуара. Кроме того, пол практически на всём протяжении салона ровный, что облегчает компоновку салона, в отличие от большинства других низкопольных трамваев, в салоне которых имеются выступающие кожухи тележек.
Всего было закуплено 332 единицы для трамвайного хозяйства Вены. Кроме того — ещё 10 для румынского города Орадя. В 2013 планировалось отказаться от закупки новых трамваев типа ULF в пользу вагонов более традиционной компоновки, однако закупки ULF продолжались до 2017 года включительно.
Дизайн вагона разработан компанией Porsche Design Group. Существует две модификации: ULF 197-4 и ULF 197-6.

## Конструкция

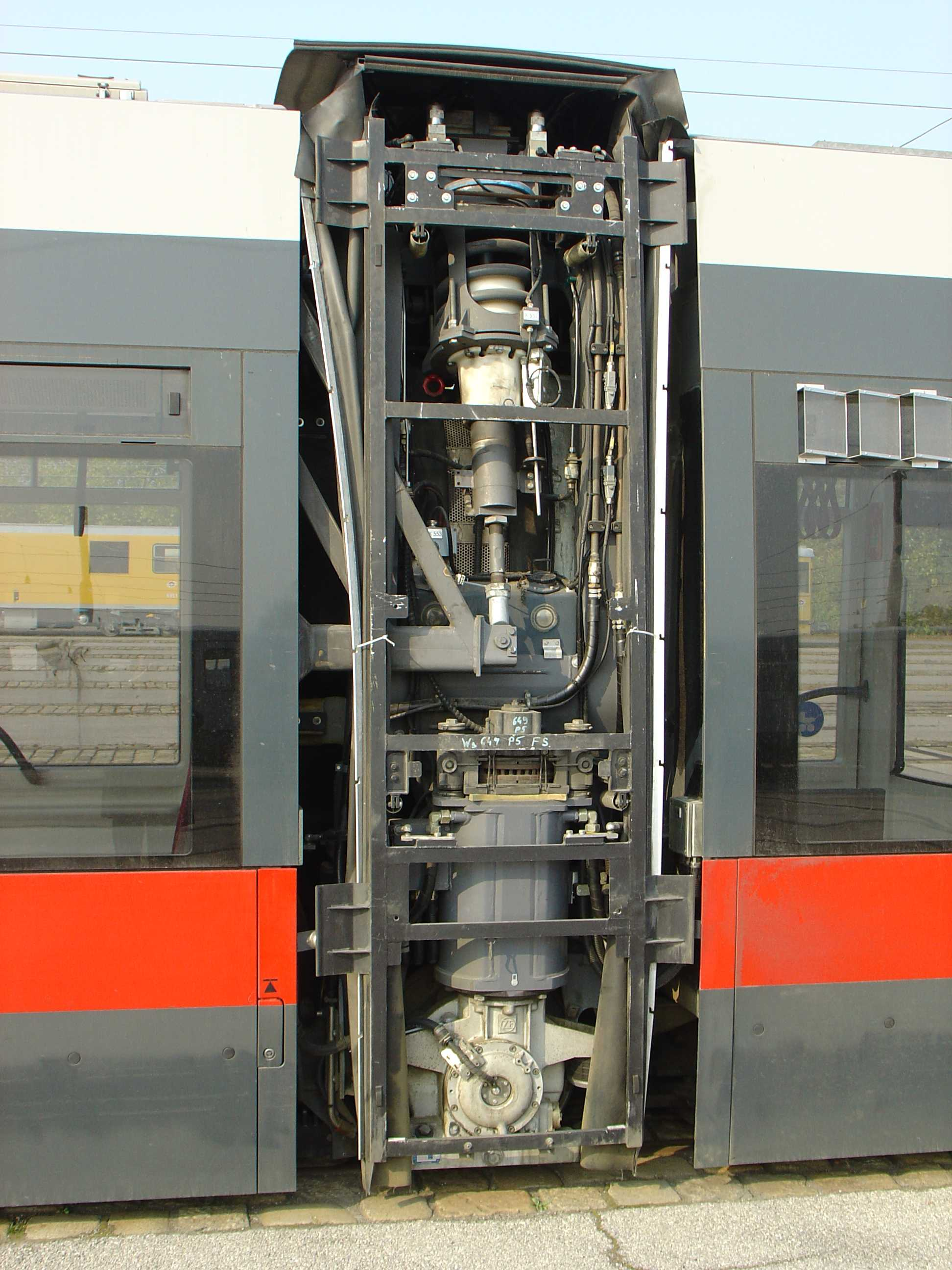
Ходовая часть и тяговый двигатель

Главная особенность этого трамвая — бестележечная ходовая часть. Каждое колесо этого трамвая имеет индивидуальную подвеску, тяговый двигатель и редуктор. По паре колёс располагается в передней и задней секции, остальные — в узлах сочленения. Двигатель располагается вертикально над колесом, приводя его в движение через конический редуктор. Всё электрооборудование расположено на крыше. Так как колёса в этом трамвае установлены по одному, а не парами как в тележечных, поворот передних и задних осей при проезде кривых осуществляется с помощью специальной электронной системы.

## Проблемы и недостатки
ULF — один из первых трамваев с низким уровнем пола по всей длине, разработка которого началась ещё в начале 1990-х, но первый рабочий прототип был выпущен в 1995 году, а серийное производство началось только с 1997-го. Кроме «детских болезней», характерных для первых серий этих трамваев, и устранённых в дальнейшем (неудачная конструкция маршрутоуказателей, неэффективная климатическая установка, протекающие окна), пассажиры жалуются на шумные двигатели и скрипучие узлы сочленения. 
В 2009-м году в задней секции одного из трамваев произошёл пожар. Никто не пострадал, однако Министерство транспорта раскритиковало этот трамвай за отсутствие достаточного количества запасных выходов. Неназванный инженер в интервью Wiener Zeitung жаловался на неудачную конструкцию приводов:

Такое происходит с ULF постоянно. То подтекает масло, то случаются задымления — а иногда доходит до возгораний.
Оригинальный текст (нем.)Das passiert bei den ULF permanent. Mal läuft nur Hydrauliköl aus, mal kommt es zu Verrauchungen – und manchmal auch zu richtigen Bränden
— 
В 2013 году в Вене был объявлен тендер на обновление парка трамваев. Отказ от дальнейшего пополнения парка трамваями типа ULF в пользу вагонов более традиционной компоновки был объяснён сложностью технического обслуживания трамваев этого типа, из-за чего до четверти всего парка регулярно простаивало в ожидании ремонта. С 2018 закупки трамваев ULF прекращены, дальнейшее обновление парка осуществляется вагонами Bombardier Flexity Wien.